# Amy Goodman
Amy Goodman (Washington, D.C.,  13 de abril de 1957) é uma jornalista americana, repórter investigativa e escritora. Goodman é a âncora do programa de notícias independente e sem fins lucrativos Democracy Now!, transmitido diariamente pelo rádio, pela televisão e pela Internet.
Em 2008 recebeu o  Right Livelihood Award, conhecido como "prêmio Nobel alternativo".

## Carreira no jornalismo investigativo

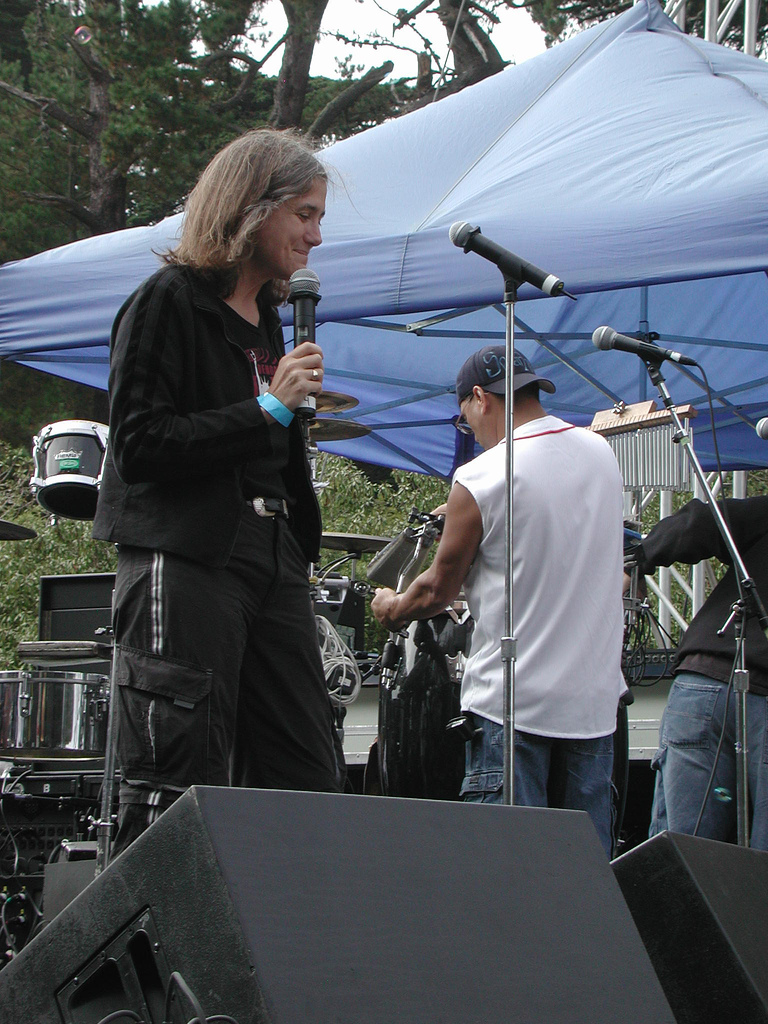
Goodman fala ao público do Power to the Peaceful Festival (San Francisco, 2004).

Em 1991, cobrindo o  movimento de independência do Timor-Leste, Goodman e se colega jornalista Allan Nairn relataram ter sido espancados por  soldados indonésios  depois de testemunhar um massacre de manifestantes timorenses, durante o episódio conhecido como o Massacre de Santa Cruz.
Em 1998, Goodman e o jornalista Jeremy Scahill documentaram o papel da  Chevron Corporation num confronto entre o exército nigeriano e  aldeões que haviam ocupado uma plataforma de petróleo e outras instalações pertencentes à empresa petroleira, em protesto contra as atividades da empresa. Dois aldeões foram baleados e morreram durante o episódio. Em 28 de maio de 1998, a  Chevron forneceu  a tropas da Marinha da Nigéria  e da MOPOL (o braço paramilitar da polícia nigeriana) transporte  por helicóptero até a plataforma de Parabe, que havia sido ocupada pelos aldeões. Estes acusavam a companhia de contaminar suas terras. Logo depois do desembarque, os militares nigerianos atiraram contra a população e mataram dois dos manifestantes -  Jola Ogungbeje e Aroleka Irowaninu -, além de ferir outras 11 pessoas. O porta-voz da Chevron, Sola Omole, reconheceu que a companhia havia transportado as tropas e que o usos de tropas havia sido pedidosolicitado pela própria administração da  Chevron. O documentário Drilling and Killing: Chevron and Nigeria's Oil Dictatorship, sobre o episódio, ganhou o  Prêmio George Polk em 1998.
Michael Delli Carpini, diretor da Annenberg School for Communication, da Universidade da Pensilvânia, declarou: "Ela não é uma editorialista. Ela se prende aos fatos... Apresenta pontos de vista que fazem você pensar e consegue isso quando diz: "Quem  não  ouvimos, na mídia tradicional?"